# Étang du Valvert
Pour les articles homonymes, voir Valvert.
L'étang du Valvert est un étang de la commune de Noyal-Pontivy (Morbihan), situé à 5 km à l'est de Pontivy. Il est traversé par le Saint-Niel, un affluent en rive gauche du Blavet.
D'une superficie de 5,7 hectares, c'est un plan d'eau de première catégorie piscicole riche en poissons blancs (gardon, tanche, carpe, brème) et en carnassiers (brochet, perche).
L'étang du Valvert est aussi utilisé pour des cours de voile.